# Haarstrangblättriger Wasserfenchel
Der Haarstrangblättrige Wasserfenchel (Oenanthe peucedanifolia), auch Haarstrang-Wasserfenchel oder Haarstrang-Pferdesaat genannt, ist eine Pflanzenart aus der Gattung Wasserfenchel (Oenanthe) innerhalb der Familie der Doldenblütler (Apiaceae).

## Beschreibung

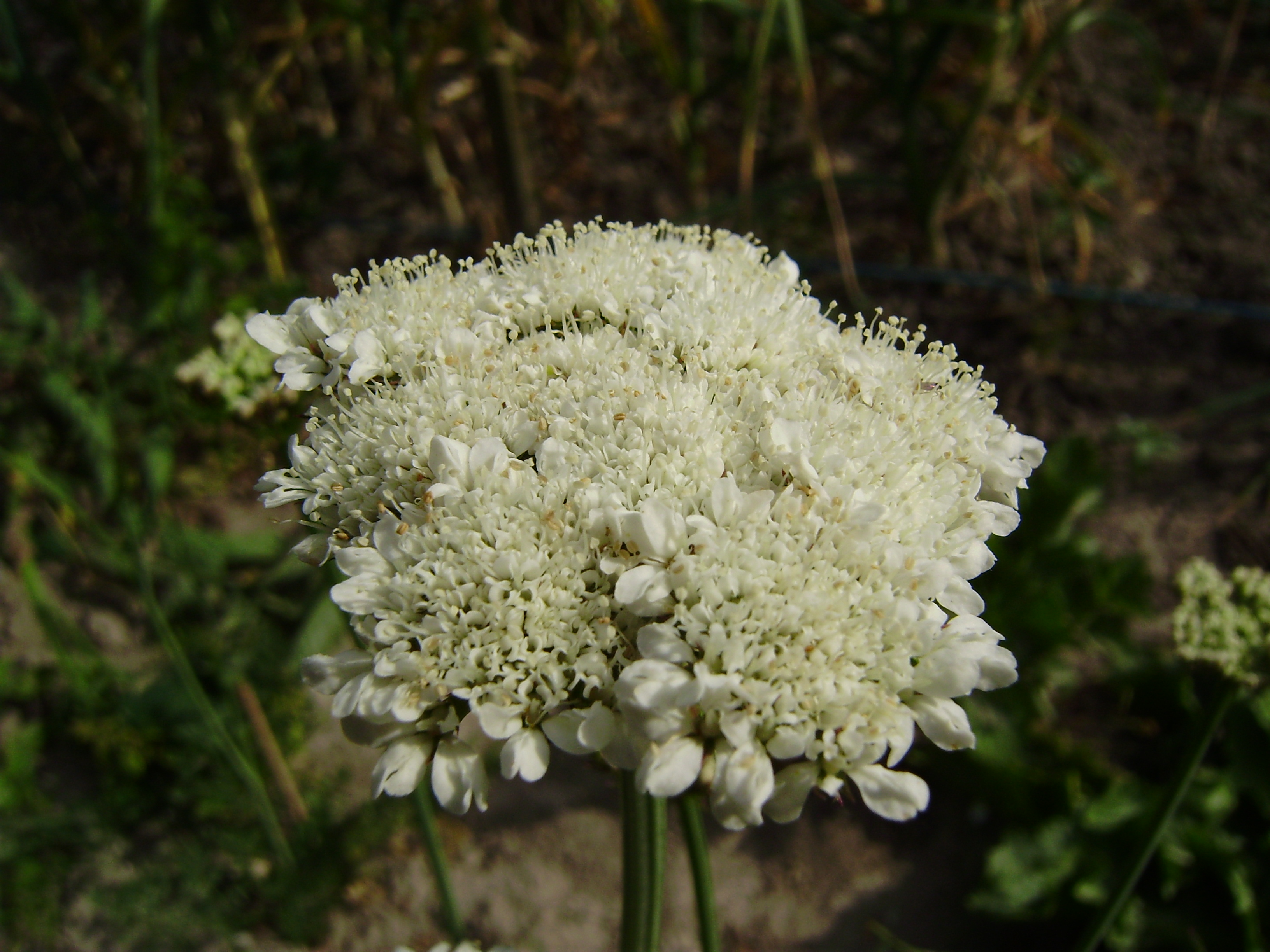
Doppeldoldiger Blütenstand

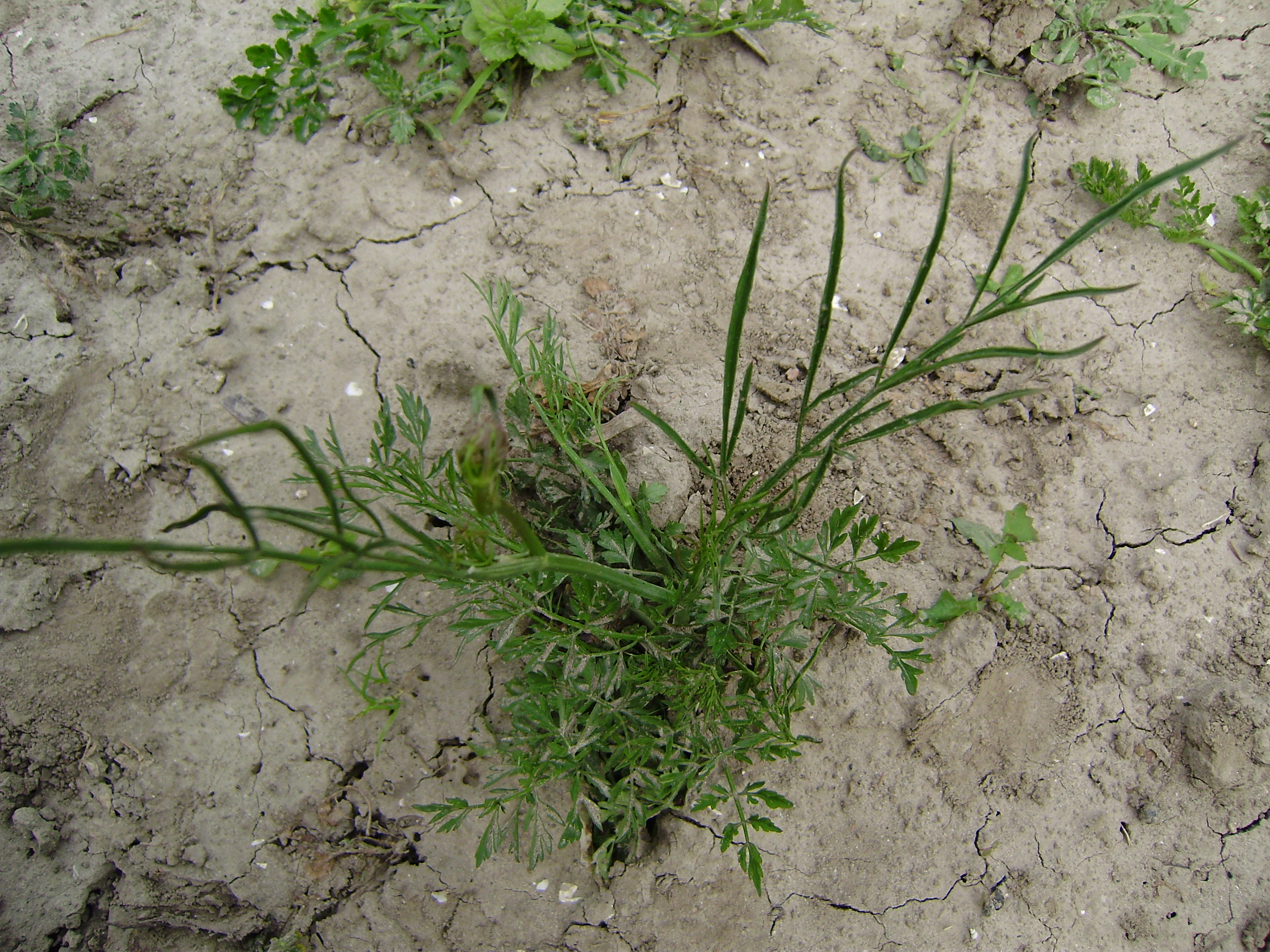
Laubblätter

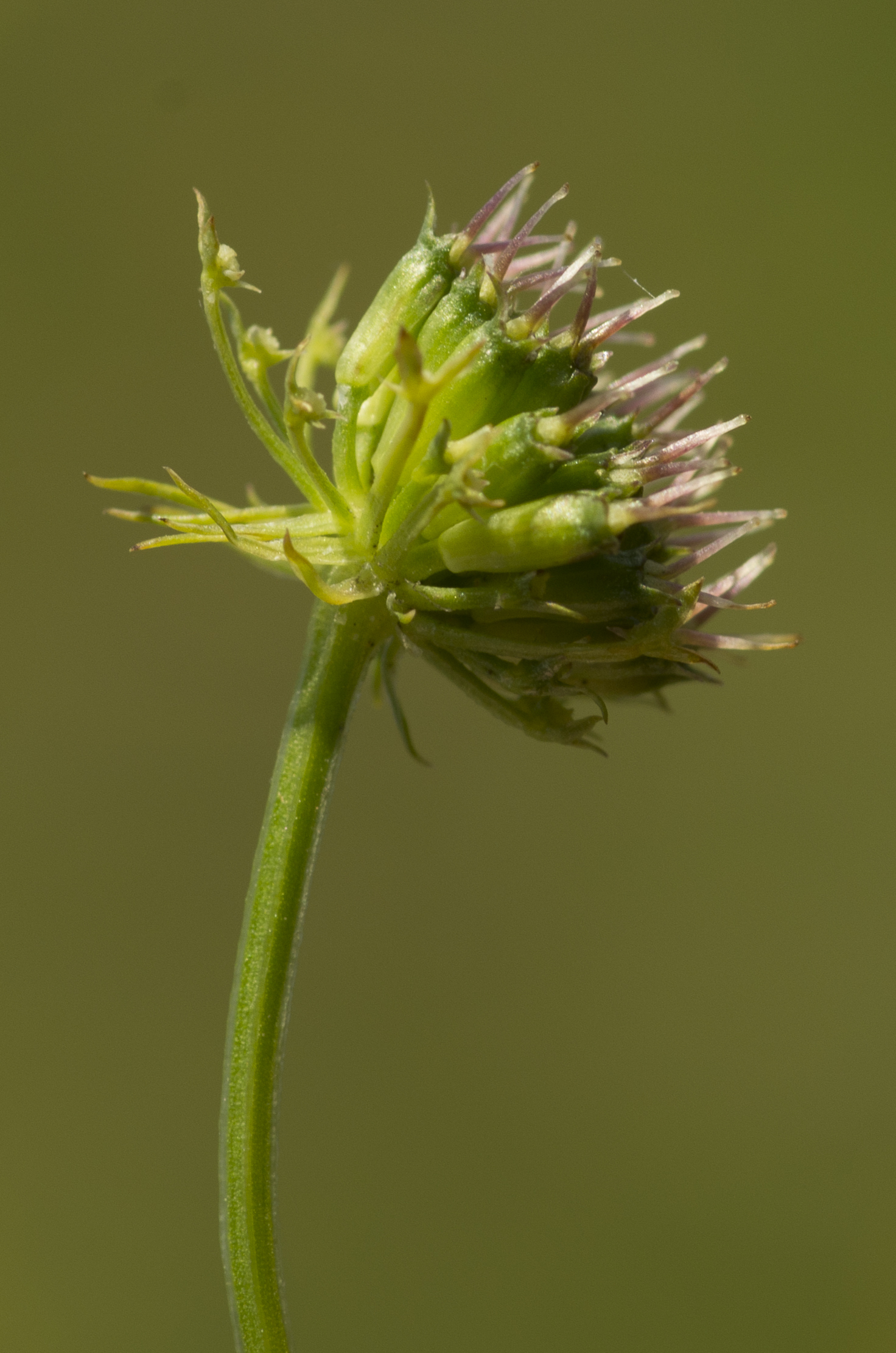
Junger Fruchtstand

### Vegetative Merkmale
Der Haarstrangblättrige Wasserfenchel wächst als ausdauernde krautige Pflanze, die Wuchshöhen von 30 bis 60 (bis 100) Zentimetern erreicht. Seine unterirdischen Teile sind teil rübenförmig, teils büschelig faserig oder ellipsoidisch bis fast kugelig. Die Stängel sind meist hohl, aufrecht, gefurcht und im oberen Teil gabelig verästelt. Die zur Blütezeit meist schon abgestorbenen Grundblätter sind doppelt bis dreifach fiederschnittig. Bei den allerersten sind die Blattzipfel nur 6 bis 8 Millimeter lang und fast linealisch, bei den späteren 13 bis 26 Millimeter lang. Die Stängelblätter sind einfach bis doppelt fiederschnittig mit flachen, linealischen, 1 bis 2 Millimeter breiten, spitzen Zipfeln letzter Ordnung. Die obersten Stängelblätter können sogar ungeteilt und linealisch-fädlich sein. Die Blattscheiden der Stängelblätter sind schmal hautrandig und gehen allmählich in den Blattstiel über.

### Generative Merkmale
Die Blütezeit reicht von Mai bis Juli. In doppeldoldigen Blütenständen stehen viele Blüten zusammen. Die Doppeldolde hat 5 bis 10 Strahlen, die auch zur Reifezeit nicht verdickt sind. Eine Hülle fehlt oder ist höchstens ein- bis dreiblättrig. Die zahlreichen Hüllchenblätter sind dreieckig-lanzettlich und meist viel kürzer als die äußeren Blütenstiele. Die Kelchblätter sind dreieckig-lanzettlich und mist über 0,5 Millimeter lang. Die Kronblätter sind weiß und verkehrt herzförmig. Die äußeren Kronblätter der Randblüten sind strahlend, 2 bis 3 Millimeter lang und an der Spitze ausgerandet. Die Griffel sind bei der Reife starr und fast stechend und 1 bis 2,5 Millimeter lang. Das Fruchtdöldchen ist fast kugelig. Die Doppelachäne ist bei einer Länge von 2,5 bis 3,5 Millimetern länglich-eiförmig, ihre größte Breite liegt in der Mitte.
Die Chromosomenzahl beträgt 2n = 22.

## Vorkommen
Das Verbreitungsgebiet des Haarstrang-Wasserfenchels liegt in Westeuropa und erstreckt sich nordwärts bis zu den Niederlanden, im Süden bis Italien, zur Balkanhalbinsel und bis Nordafrika (Algerien). Sein Areal umfasst Algerien, Spanien, Portugal, Frankreich, Belgien, Luxemburg, Deutschland, die Niederlande, Schweiz, Italien, Kroatien, Bosnien-Herzegowina, Albanien, Montenegro, Mazedonien, Bulgarien, Rumänien und die Slowakei.
In Mitteleuropa erreicht der Haarstrang-Wasserfenchel am Rhein südlich von Ludwigshafen am Rhein die Ostgrenze seines Verbreitungsgebiets nördlich der Alpen. In der Pfalz und im Saarland kommt er selten vor; in Savoyen tritt er vereinzelt auf, ebenso am Alpenfuß bis ins Tal der Adda. Die Art ist in der Schweiz „vom Aussterben bedroht“.
Der Haarstrang-Wasserfenchel gedeiht am besten auf kalkarmen, humosen, sandigen oder torfigen, zeitweise feuchten Tonböden in Gegenden mit durchschnittlich hoher Luftfeuchtigkeit. Er besiedelt Sumpf- und Moorwiesen. Er ist pflanzensoziologisch eine Charakterart des Caro-Juncetum acutiflori aus dem Verband Juncion acutiflori.
Die ökologischen Zeigerwerte nach Landolt et al. 2010 sind in der Schweiz: Feuchtezahl F = 4w+ (sehr feucht aber stark wechselnd), Lichtzahl L = 4 (hell), Reaktionszahl R = 2 (sauer), Temperaturzahl T = 5 (sehr warm-kollin), Nährstoffzahl N = 3 (mäßig nährstoffarm bis mäßig nährstoffreich), Kontinentalitätszahl K = 1 (ozeanisch).

## Taxonomie
Die Erstveröffentlichung von Oenanthe peucedanifolia erfolgte 1776 durch Johann Adam Pollich in Historia Plantarum in Palatinatu Electorali Band 1, S. 289. Das Artepitheton peucedanifolia bedeutet: haarstrang-blättrig, mit Blättern wie der Haarstrang (Peucedanum).
Ein Synonym von Oenanthe peucedanifolia Poll. ist Oenanthe stenoloba Schur.